# 심상기
심삼기(1938년 4월 7일 ~ )는 대한민국의 정치인이다.

## 학력
- 부론초등학교
- 문막중학교
- 영서고등학교

## 경력
- 원주군농협이사
- 통일주체국민회의 1~2대의원
- 제4대 강원도의희 내무위원장
- 제6대 강원도의회 교육사회위원
- 제6대 강원도의희 의장
- 강원도 의정회 회장